# Johnny Ahlqvist
Rolf Johnny Ahlqvist, född 4 juli 1948 i Örkeneds församling i Kristianstads län, är en svensk ombudsman och politiker (socialdemokrat).
Ahlqvist var riksdagsledamot 1985–2000, invald i Skåne läns norra och östra valkrets. Han var framför allt aktiv i arbetsmarknadsutskottet, som suppleant 1985–1991, ledamot 1991–2000 och som ordförande 1994–2000. Han var även ledamot i socialutskottet 1988–1991, EU-nämnden 1995–2000, interparlamentariska delegationen 1994–2000 riksdagens valberedning 1998–2000 och krigsdelegationen 1994–2000.